# Borges de Medeiros
Antônio Augusto Borges de Medeiros (Caçapava do Sul, 19 de novembro de 1863 – Porto Alegre, 25 de abril de 1961) foi um advogado e político brasileiro, tendo sido presidente do estado do Rio Grande do Sul por 25 anos, durante a República Velha e marcado pela defesa de valores positivistas.

## Biografia
Em 1885 bacharelou-se em direito na Faculdade de Direito do Recife, para onde foi transferido de São Paulo um ano antes. Borges de Medeiros é representante da primeira geração republicana. Em 1903, após a morte de Júlio de Castilhos, chamado O Patriarca, assumiu a liderança do Partido Republicano Rio-grandense (PRR). Foi presidente do estado do Rio Grande do Sul, (indicado por Castilhos), e procurou dar continuidade ao projeto político do castilhismo, do qual foi um dos maiores representantes e fiel executor do positivismo. Manteve-se no poder de 1898 a 1928 e sua única interrupção como governante ocorreu no quinquênio de 1908-1913, quando, impedido de se reeleger, fez seu sucessor, Carlos Barbosa Gonçalves.
Em 1892, quando da organização do Superior Tribunal de Justiça do Estado, foi escolhido para desembargador, cargo a que renunciou pouco depois por considerá-lo incompatível com sua atividade política.
Em 1923, um movimento revolucionário obriga a mudança da constituição de 1891, que permitia a reeleição dos presidentes estaduais. Com o pacto de Pedras Altas, em 14 de dezembro de 1923, foi assegurada a pacificação política do Rio Grande do Sul. Impedido de se reeleger, Borges de Medeiros abre caminho em 1928 para que Getúlio Vargas seja eleito presidente do estado, mantendo assim a hegemonia política do PRR.
Antigo partidário de Getúlio, passou a discordar deste após a revolução de 1930, principalmente devido à política de centralização do poder no governo federal, prejudicando governos estaduais, adotada por Vargas.
Borges de Medeiros também atuou no levante constitucionalista de 1932, quando apoiou os paulistas, no movimento legalista.
Opondo-se ao governo federal, Borges elegeu-se deputado federal à Assembleia Nacional Constituinte de 1933. No ano seguinte foi candidato à Presidência da República, em eleição indireta no Congresso Nacional. Obteve 59 votos contra 174 obtidos por Getúlio Vargas.
Borges de Medeiros era figura de carisma único. Ramiro Barcelos, seu adversário político, escreveu – sob o pseudônimo de "Amaro Juvenal" – um poema satírico chamado Antônio Chimango, que constitui uma das raras sátiras verdadeiramente representativas da poesia brasileira.

## Homenagens
Borges de Medeiros dá nome a uma avenida na Zona Sul do Rio de Janeiro, a Avenida Borges de Medeiros, em Porto Alegre, a Avenida Borges de Medeiros, e em Gramado, a Avenida Borges de Medeiros.